# DV Zonhoven
DV Zonhoven was een Belgische voetbalclub uit Zonhoven, actief in het damesvoetbal. De club was aangesloten bij de KBVB met stamnummer 9184 en had blauw en wit als clubkleuren. De club werd in 2013 een onderdeel van fusieclub DVL Zonhoven, tegenwoordig KRC Genk Ladies.

## Geschiedenis
In 1989 werd Dames Voetbal Zonhoven opgericht, dat zich bij de KBVB aansloot met stamnummer 9184. DV Zonhoven ging er van start in de Limburgse provinciale reeksen.
In 2003 bereikte DV Zonhoven de nationale Derde klasse, het derde en laagste nationale niveau. De club eindigde er het eerste seizoen bij de laatsten, maar enkele andere ploegen verdwenen en Zonhoven wist zich te handhaven. De volgende jaren bleef DV Zonhoven in Derde Klasse spelen en eindigde er meestal in de middenmoot. In 2012 wist DV Zonhoven zijn reeks te winnen en promoveerde voor het eerst naar de Tweede klasse. Daar eindigde de club het eerste seizoen in de middenmoot. 
In een poging om in Midden-Limburg een volwaardige damesvoetbalclub uit te bouwen, ging Zonhoven in 2013 over tot een fusie met DV Lanaken. De nieuwe club nam het stamnummer 8238 van Lanaken over en het A-elftal van Lanaken, dat speelde in Eerste klasse, werd het A-elftal van de fusieclub. Het A-elftal van Zonhoven werd de B-ploeg van de fusieclub en bleef in de Tweede klasse spelen. De fusieclub werd Damesvoetbal Lanaken Zonhoven genoemd en alle elftallen gingen op De Basvelden in Zonhoven spelen.